# 弗罗米勒
弗罗米勒（法語：Frohmuhl，法語發音：[fʁomyl] ⓘ；莱茵法兰克语：Frohmíl）是法国大东部大区下莱茵省的一个市镇，属于萨韦尔讷区。

## 地理
弗罗米勒（48°54'34"N, 7°16'54"E）面积1.64 平方千米，位于法国大東部大區下莱茵省，该省份为法国大陆部分最东部的省份，是阿尔萨斯的一部分，今与上莱茵省组成了阿尔萨斯欧洲集体，其南至上莱茵省，西南接孚日省和默尔特-摩泽尔省，西接摩泽尔省，北与德国接壤。
与弗罗米勒接壤的市镇（或旧市镇、城区）包括：因斯堡、皮贝尔、斯特吕、蒂耶方巴克、韦斯林根。
弗罗米勒的时区为UTC+01:00、UTC+02:00（夏令时）。

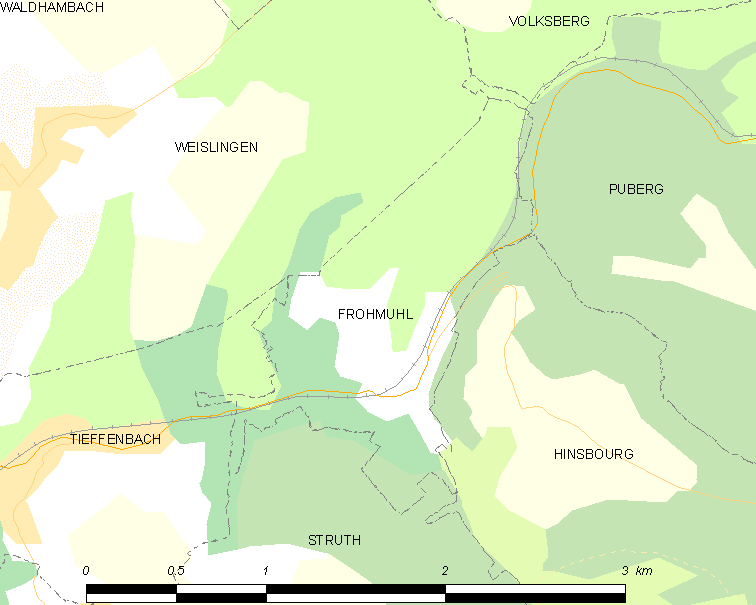
弗罗米勒的OSM定位图

## 行政
弗罗米勒的邮政编码为67290，INSEE市镇编码为67148。

## 政治
弗罗米勒所属的省级选区为英维莱尔县。

## 人口

1962-2008年间弗罗米勒人口变化图示

弗罗米勒于2022年1月1日时的人口数量为157人。